# Юннила, Вильгельм
Ласси Вильгельм Юннила (фин. Lassi Vilhelm Junnila; род. 6 марта 1982, Наантали, Турку-Пори) — финский политический и государственный деятель. Член ультраправой партии «Истинные финны». Министр экономического развития Финляндии с 20 июня по 5 июля 2023 года. Депутат эдускунты с 2019 года.

## Биография
Родился 6 марта 1982 года в Наантали.
По результатам парламентских выборов 2019 года избран депутатом эдускунты в округе Варсинайс-Суоми. Переизбран на выборах 2023 года. С июня 2019 года — председатель финской делегации Парламентской ассамблеи ОБСЕ. После выборов 2023 года — первый заместитель председателя парламентской фракции.
20 июня 2023 года назначен министром экономического развития в Министерстве труда и экономического развития Финляндии в правительстве во главе с премьер-министром Петтери Орпо («Национальная коалиция»). После этого предметом пристального внимания стали высказывания Юннила, в которых прослеживалась нацистская риторика, а также его связи с радикальными организациями: выступление перед ультраправой Коалицией националистов, состоящей из запрещённых ныне насильственных организаций Северное движение сопротивления и Солдаты Одина, призывы к «климатическим абортам» в «недоразвитых обществах Африки», чтобы снизить деторождение и прирост населения африканцев, запросы на бюджетное финансирование для организации Veljesapu-Perinneyhdistys, прославляющей Финский добровольческий батальон войск СС, пожелания «белого Рождества» с эстетикой Ку-клукс-клана в социальных сетях, использование неонацистского кодового лозунга 14/88 в своей предвыборной агитации на выборах 2019 (когда он был кандидатом под номером 88) и 2023 годов (когда он непосредственно отсылал к коду «88» как аббревиатуре имени Гитлера). 27 июня Зелёный союз, Левый союз и Социал-демократическая партия Финляндии предложили проголосовать в парламенте за вотум недоверия Юнниле. 28 июня эдускунта голосовала за доверие министру. Вотум доверия получен 95 голосами, 86 депутатов проголосовало против, 15 отсутствовали и 3 воздержались, включая единственного депутата-еврея Бена Зысковича от премьерской партии «Национальная коалиция». Против голосовали оппозиционные партии и правительственная Шведская народная партия. Два дня спустя, 30 июня, Юннила объявил о намерении уйти в отставку. 5 июля на посту министра его сменил Вилле Рюдман.